# Brahim Chkiri
 (juin 2022).
Si vous disposez d'ouvrages ou d'articles de référence ou si vous connaissez des sites web de qualité traitant du thème abordé ici, merci de compléter l'article en donnant les références utiles à sa vérifiabilité et en les liant à la section « Notes et références ».
Brahim Chkiri, né en 1969 à Inezgane près d'Agadir, est un réalisateur et producteur marocain. Il a réalisé plusieurs films et séries marocains, notamment le film comique Road to Kabul en 2012.

## Sa carrière
Il a émigré avec sa famille en Belgique à l’âge de cinq ans, où il a étudié l’école primaire et secondaire avant de fréquenter l’université et d’étudier la sociologie, et est diplômé de l’Université libre de Bruxelles. Il a commencé en 1986 avec le court métrage Octobisi.
Chkiri s’installe ensuite en Turquie, où il réalise sept longs métrages, puis décide d’enrichir sa trajectoire artistique à travers plusieurs expériences artistiques en Malaisie, en Thaïlande et au Pakistan.
Entre 2005 et 2007, Chkiri fait la promotion de son art en publiant sept films divers, dont des comédies, des films classiques, historiques et fantastiques, en collaboration avec le réalisateur Nabil Ayouch, dont Shallam, Baja Ha Fassi, Manjus et Zadou Kados, Tuerca, entre autres.

## Filmographie
Films
- 2010 : Schizophrénie
- 2010 : La Ligne rouge
- 2012 : Road to Kabul
- 2013 : Le Chemin
- 2016 : Le Trésor repéré
- 2017 : Satisfaction des parents
- 2018 : Masoud, Saeed et Saadan
- 2018 : Un cri d'un autre monde
- 2019 : Centre commercial Al-Bender

Séries
- 2011 : Pour toujours
- 2012 : Darte Lyam
- 2017 : Hdidan Gueliz
- 2018 : Ouchan
- 2019 : Hdidan à Pharaon
- 2020 : La Mère du collier